# Ландтаг Ліхтенштейну
Ландтаг Ліхтенштейну — парламент князівства Ліхтенштейн. Він складається з 25 парламентаріїв, які обираються на чотири роки. Спікер та віцеспікер парламенту обираються з їхнього числа на поточний період на першому засіданні парламенту.
Упродовж року відбувається вісім-десять засідань Лантдтагу, що тривають від одного до трьох днів. Зазвичай засідання відкриті та повністю транслюються наживо (аудіо-трансляція без трансляції по телебаченню). Ландтаг збирається також для закритих засідань, під час яких обговорюють внутрішні питання Ландтагу. Закони та фінансові проєкти повинні обговорюватися на відкритих засіданнях.
Найважливіші функції Ландтагу описані в 62 статті конституції. Крім участі у законотворчому процесі, до них належать контроль уряду та фінансового суверенітету.
- Законодавча функція є однією із найголовніших функцій Ландтагу. Без участі Ландату в князівстві не приймається чи змінюється жоден закон. Парламенту (а також фюрстові та народові) належить право законодавчої ініціативи. На практиці більшість законодавчих актів створює уряд, але Ландтаг має право не приймати ці законодавчі акти та направляти їх на доопрацювання в уряд.

- Проєкти державних договорів повинні бути представлені Ландтагу. Ландтаг не має права їх змінювати, а лише прийняти або відхилити.

- Контроль фінансового суверенітету країни парламентом полягає в прийнятті державного бюджету Ландтагом. Проєкт бюджету готує уряд, але Ландтаг має право змін окремих положень бюджету.

- На Ландтаг покладене завдання створення уряду. Після виборів Ландтагу, він пропонує фюрсту кандидатури до уряду. Протягом часу своєї діяльності уряд повинен мати довіру Ландтагу.

- Ландтаг також формує та обирає інші органи влади та суддів князівства.

- Ландтаг контролює загальне управління державою та управління юстицій.

- Важливою функцією роботи Ландтагу є відкриті дискусії з політичних питань.